# Grupa N

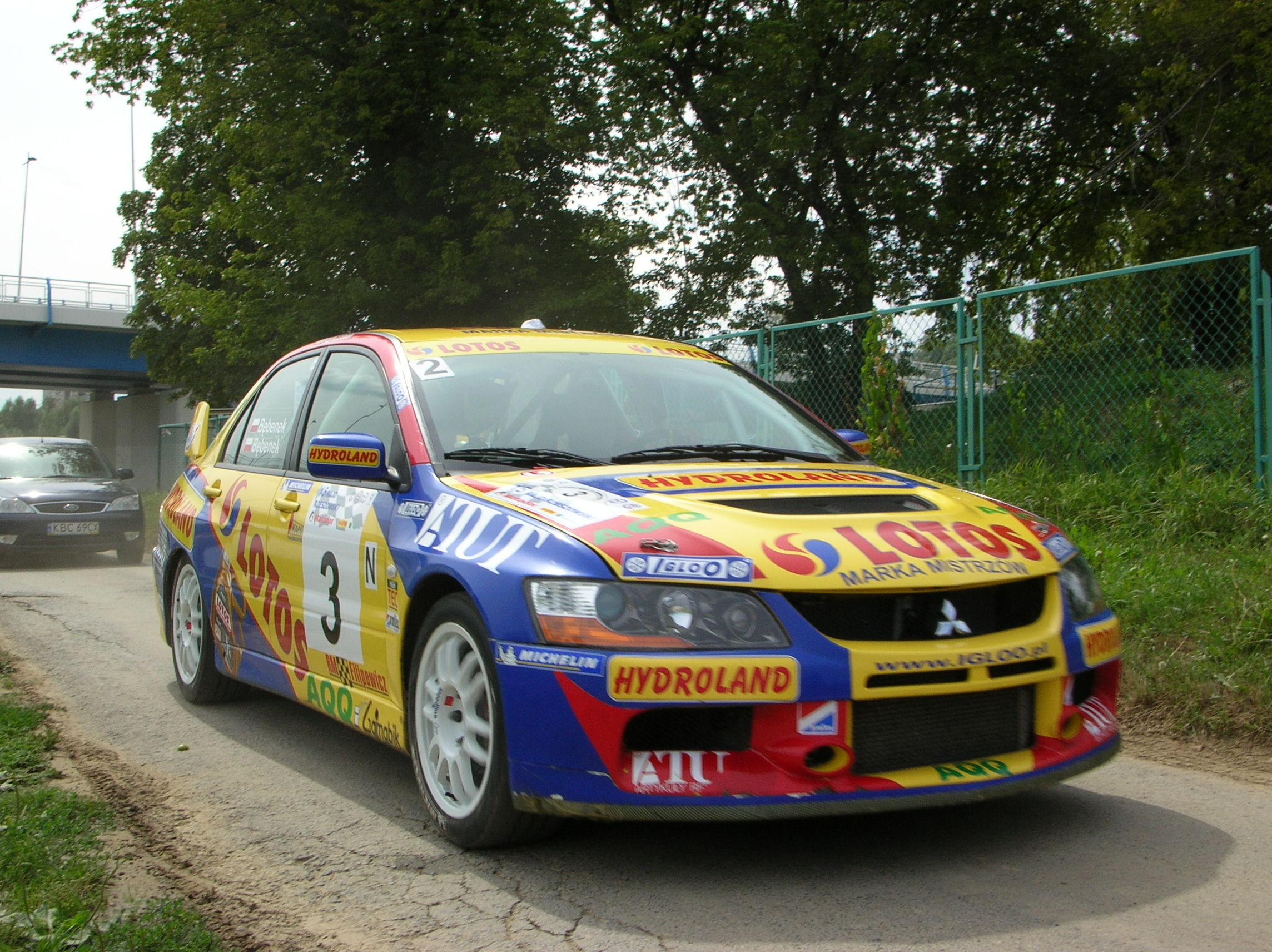
Mitsubishi Lancer Evo IX gr. N Michała Bębenka

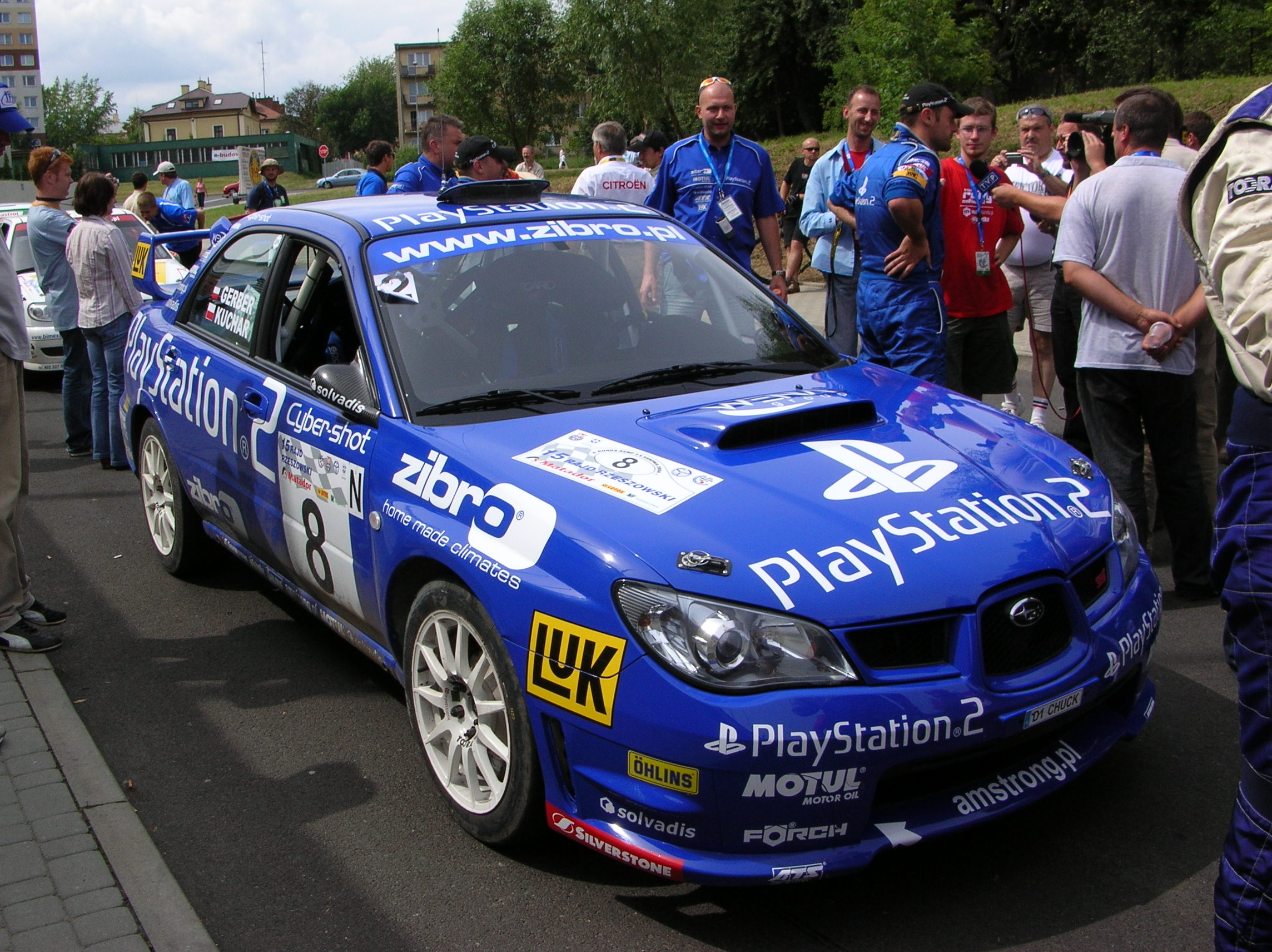
Subaru Impreza WRX STi N12 gr. N Tomasza Kuchara

Grupa N (nazywana też grupą samochodów seryjnych lub produkcyjnych) – grupa samochodów spotykana na rajdach samochodowych. Grupa ta charakteryzuje się bardzo ograniczoną liczbą przeróbek dostosowującą samochód do rywalizacji w rajdzie. Podstawę do budowy aut tej grupy stanowią zawsze samochody sprzedawane seryjnie.
Modyfikacje silnika ograniczają się do wymiany wkładki filtra powietrza z papierowej na sportową (podobną, ale wykonaną z tkaniny, co powoduje mniejszy opór przepływu powietrza). W układzie wydechowym wymienia się katalizator na sportowy oraz końcowy tłumik (lepszy przepływ spalin). Nie ma natomiast ograniczeń co do modyfikacji zawieszenia.
We wnętrzu, jak w każdym samochodzie rajdowym, obowiązkowo montowana jest klatka bezpieczeństwa. Kierownicę wymienia się na sportową (pewniejszy chwyt), a seryjne fotele na kubełkowe. Montuje się też szelkowe pasy bezpieczeństwa. Kiedyś samochody grupy N musiały mieć zostawioną tylną kanapę (musiała być złożona ze względu na obecność klatki bezpieczeństwa). Obecnie kanapa ta jest wymontowywana, podobnie jak cała tapicerka z tylnej części samochodu.
Grupa N podzielona jest na klasy w zależności od pojemności silnika samochodu:
- N1 – do 1400 cm3 włącznie – np.
  - Volkswagen Polo GTI,
  - Nissan Micra;
- N2 – od 1400 cm3 do 1600 cm3 włącznie – np.
  - Citroën Saxo VTS,
  - Peugeot 106 Rallye, S16;
- N3 – od 1600 cm3 do 2000 cm3 włącznie – np.
  - Honda Civic Type R,
  - Renault Clio Sport,
  - Opel Astra OPC;
- N4 – do 2000 cm3 (w praktyce – auta z silnikiem o pojemności do 2000 cm3 z turbosprężarką i napędem na cztery koła) – np.
  - Subaru Impreza WRX STi,
  - Mitsubishi Lancer Evolution;
- dodatkowo w ramach klasy N4 istnieje podklasa S2000 obejmująca samochody z wolnossącymi silnikami i napędem na obie osie np.
  - Ford Fiesta S2000,
  - Fiat Punto S2000,
  - Peugeot 207 S2000,
  - Škoda Fabia S2000;
- w ramach Rajdowego Pucharu Polski zorganizowana jest klasa N0 – do 1150 cm3 włącznie np.
  - Fiat Seicento Sporting, Abarth,
  - Fiat Cinquecento Sporting.